# Hylobates funereus
El gibón gris oriental o gibón gris del norte (Hylobates funereus) es un primate de la familia de los gibones, Hylobatidae.